# Michael Tylo
Michael Tylo (* 16. Oktober 1948 in Detroit, Michigan; † 28. September 2021) war ein US-amerikanischer Schauspieler.

## Leben
Nach seinem Filmdebüt 1973 mit Detroit 9000 stieg Tylo 1981 in der Seifenoper Springfield Story ein. Dort spielte er die Rolle des Quinton Chamberlain bis 1985 und von 1996 bis 1997. Zudem trat er in weiteren Fernsehproduktionen wie Mike Hammer, Private Eye, Mord ist ihr Hobby und Reich und Schön auf und hatte einige wenige Filmauftritte, wie 2001 in Race to Space und 2006 in Mimesis. 
Michael Tylo war in erster Ehe mit Deborah Eckols von 1978 bis 1980 verheiratet. Mit seiner zweiten Ehefrau Hunter Tylo war er von 1987 bis 2005 verheiratet. Das Paar bekam drei Kinder.
Am 18. Oktober 2007 starb sein Sohn Michael Jr. im Alter von 19 Jahren im Pool des Familienanwesens in Henderson, Nevada.